# 1996-os Formula–1 kanadai nagydíj
A kanadai nagydíj volt az 1996-os Formula–1 világbajnokság nyolcadik futama.

## Futam
| Helyezés | #  | Versenyző             | Csapat/Motor       | Futott körök | Idő/Kiesés oka | Rajthely | Pontszám |
| -------- | -- | --------------------- | ------------------ | ------------ | -------------- | -------- | -------- |
| 1        | 5  | Damon Hill            | Williams-Renault   | 69           | 1:36:03,4      | 1        | 10       |
| 2        | 6  | Jacques Villeneuve    | Williams-Renault   | 69           | +4,183         | 2        | 6        |
| 3        | 3  | Jean Alesi            | Benetton-Renault   | 69           | +54,656        | 4        | 4        |
| 4        | 8  | David Coulthard       | McLaren-Mercedes   | 69           | +63,673        | 10       | 3        |
| 5        | 7  | Mika Häkkinen         | McLaren-Mercedes   | 68           | +1 kör         | 6        | 2        |
| 6        | 12 | Martin Brundle        | Jordan-Peugeot     | 68           | +1 kör         | 9        | 1        |
| 7        | 14 | Johnny Herbert        | Sauber-Ford        | 68           | +1 kör         | 15       |          |
| 8        | 21 | Giancarlo Fisichella  | Minardi-Ford       | 67           | +2 kör         | 16       |          |
| Kiesett  | 20 | Pedro Lamy            | Minardi-Ford       | 44           | Ütközés        | 19       |          |
| Kiesett  | 22 | Luca Badoer           | Forti-Ford         | 44           | Váltó          | 20       |          |
| Kiesett  | 4  | Gerhard Berger        | Benetton-Renault   | 42           | Kicsúszás      | 7        |          |
| Kiesett  | 1  | Michael Schumacher    | Ferrari            | 41           | Féltengely     | 3        |          |
| Kiesett  | 9  | Olivier Panis         | Ligier-Mugen-Honda | 39           | Motorhiba      | 11       |          |
| Kiesett  | 19 | Mika Salo             | Tyrrell-Yamaha     | 39           | Motorhiba      | 14       |          |
| Kiesett  | 10 | Pedro Diniz           | Ligier-Mugen-Honda | 38           | Motorhiba      | 18       |          |
| Kiesett  | 11 | Rubens Barrichello    | Jordan-Peugeot     | 22           | Kuplung        | 8        |          |
| Kiesett  | 23 | Andrea Montermini     | Forti-Ford         | 22           | Elektronika    | 22       |          |
| Kiesett  | 15 | Heinz-Harald Frentzen | Sauber-Ford        | 19           | Váltó          | 12       |          |
| Kiesett  | 17 | Jos Verstappen        | Footwork-Hart      | 10           | Motorhiba      | 13       |          |
| Kiesett  | 16 | Ricardo Rosset        | Footwork-Hart      | 6            | Ütközés        | 21       |          |
| Kiesett  | 18 | Katajama Ukjó         | Tyrrell-Yamaha     | 6            | Ütközés        | 17       |          |
| Kiesett  | 2  | Eddie Irvine          | Ferrari            | 1            | Felfüggesztés  | 5        |          |

## A világbajnokság élmezőnyének állása a verseny után
| H  | Versenyzők         | Pont | H  | Konstruktőrök      | Pont |
| -- | ------------------ | ---- | -- | ------------------ | ---- |
| 1. | Damon Hill         | 53   | 1. | Williams-Renault   | 85   |
| 2. | Jacques Villeneuve | 32   | 2. | Ferrari            | 35   |
| 3. | Michael Schumacher | 26   | 3. | Benetton-Renault   | 28   |
| 4. | Jean Alesi         | 21   | 4. | McLaren-Mercedes   | 23   |
| 5. | David Coulthard    | 13   | 5. | Ligier-Mugen-Honda | 12   |

## Statisztikák
Vezető helyen:
- Damon Hill: 61 (1-27 / 36-69)
- Jacques Villeneuve: 8 (28-35)

Damon Hill 18. győzelme, 16. pole-pozíciója, Jacques Villeneuve 3. leggyorsabb köre.
- Williams 89. győzelme.